# Partido Obrero Revolucionario (Uruguay)
El Partido Obrero Revolucionario (POR) es un partido político de la izquierda uruguaya, de tendencia trotskista - posadista, fundado en 1944 y que integra el Frente Amplio desde la constitución de este, en 1971. Participa en las elecciones nacionales con la lista 871 desde hace décadas.
A mediados de 2008 se convirtió en uno de los principales impulsores de la reelección presidencial de Tabaré Vázquez. Luego de finalizada dicha campaña, en la que no se alcanzaron los apoyos necesarios para lograr la reelección de Vázquez, el sector volcó su apoyo al precandidato Marcos Carámbula para las elecciones internas de 2009.